# Oiry
Pour les articles homonymes, voir Oiry (homonymie).
Oiry est une commune française, située dans le département de la Marne en région Grand Est.

## Géographie

### Description
La commune s'étend sur 10,76 km2.

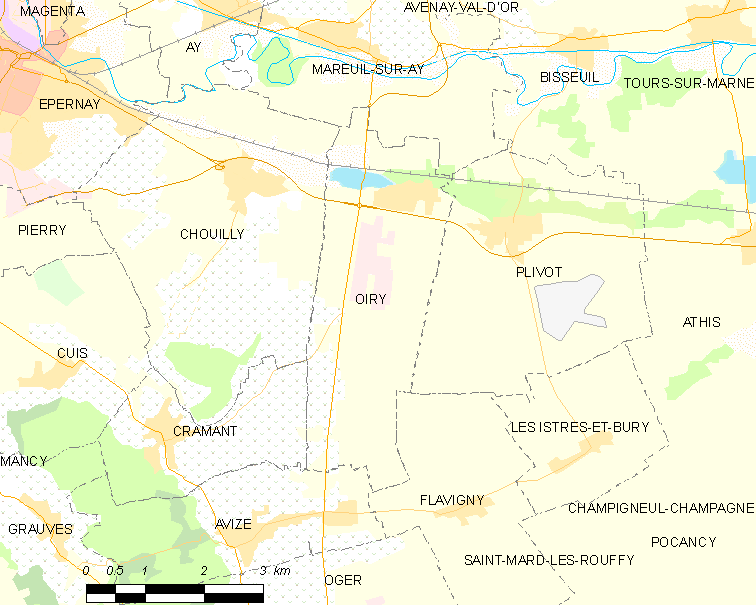
Carte de la commune.

Le village de Oiry, se situe au nord du territoire communal. Au sud-ouest, on trouve une partie du vignoble de Champagne appartenant à la côte des Blancs.
La zone accueillant le vignoble est la plus élevée de Oiry, avec une altitude supérieure à 100 m contre 70 à 80 m dans le village. La commune est traversée du nord au sud par la route départementale 9 et d'est en ouest par la route départementale 3.

### Communes limitrophes
|          | Aÿ-Champagne |          |
| Chouilly | Oiry         | Plivot   |
| Cramant  | Avize        | Flavigny |

### Hydrographie
La commune est dans la région hydrographique « la Seine de sa source au confluent de l'Oise (exclu) » au sein du bassin Seine-Normandie. Elle est drainée par les Tarnauds et divers bras des Tarnauds,.
Les Tarnauds, d'une longueur de 19 km, prend sa source dans la commune de Jâlons et se jette  dans la Marne à Épernay, après avoir traversé huit communes. 

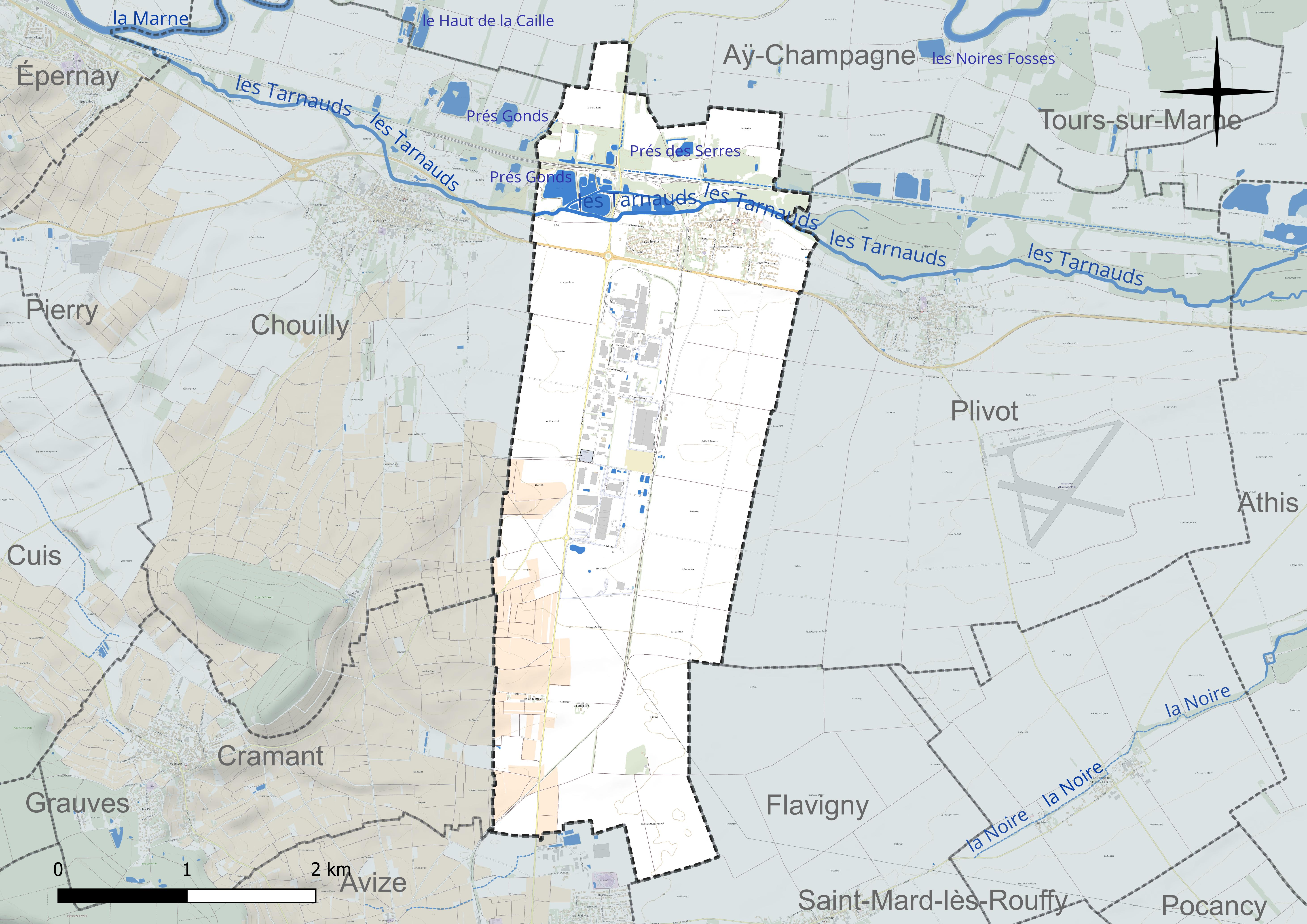
Réseau hydrographique d'Oiry.

Deux plans d'eau complètent le réseau hydrographique : Prés des Serres (1,1 ha) et Prés Gonds (5 ha),.

### Climat
Pour des articles plus généraux, voir Climat du Grand Est et Climat de la Marne.
En 2010, le climat de la commune est de type climat océanique dégradé des plaines du Centre et du Nord, selon une étude du Centre national de la recherche scientifique s'appuyant sur une série de données couvrant la période 1971-2000. En 2020, Météo-France publie une typologie des climats de la France métropolitaine dans laquelle la commune est exposée à un climat océanique altéré et est dans la région climatique  Nord-est du bassin Parisien, caractérisée par un ensoleillement médiocre, une pluviométrie moyenne régulièrement répartie au cours de l’année et un hiver froid (3 °C). 
Pour la période 1971-2000, la température annuelle moyenne est de 10,4 °C, avec une amplitude thermique annuelle de 15,9 °C. Le cumul annuel moyen de précipitations est de 703 mm, avec 11,2 jours de précipitations en janvier et 7,9 jours en juillet. Pour la période 1991-2020, la température moyenne annuelle observée sur la station météorologique de Météo-France la plus proche, « Chouilly », sur la commune de Chouilly à 3 km à vol d'oiseau, est de 11,4 °C et le cumul annuel moyen de précipitations est de 668,9 mm. 
La température maximale relevée sur cette station est de 40,3 °C, atteinte le 25 juillet 2019 ; la température minimale est de −12,3 °C, atteinte le 5 février 2012,,. 
Les paramètres climatiques de la commune ont été estimés pour le milieu du siècle (2041-2070) selon différents scénarios d'émission de gaz à effet de serre à partir des nouvelles projections climatiques de référence DRIAS-2020. Ils sont consultables sur un site dédié publié par Météo-France en novembre 2022.

## Urbanisme

### Typologie
Au 1er janvier 2024, Oiry est catégorisée bourg rural, selon la nouvelle grille communale de densité à sept niveaux définie par l'Insee en 2022.
Elle est située hors unité urbaine. Par ailleurs la commune fait partie de l'aire d'attraction d'Épernay, dont elle est une commune de la couronne,. Cette aire, qui regroupe 44 communes, est catégorisée dans les aires de 50 000 à moins de 200 000 habitants,.

### Occupation des sols
L'occupation des sols de la commune, telle qu'elle ressort de la base de données européenne d’occupation biophysique des sols Corine Land Cover (CLC), est marquée par l'importance des territoires agricoles (78,1 % en 2018), en diminution par rapport à 1990 (83,4 %). La répartition détaillée en 2018 est la suivante : 
terres arables (66,2 %), zones industrielles ou commerciales et réseaux de communication (12,9 %), cultures permanentes (9,2 %), zones urbanisées (4,1 %), zones agricoles hétérogènes (2,7 %), forêts (2,5 %), eaux continentales (2,4 %). L'évolution de l’occupation des sols de la commune et de ses infrastructures peut être observée sur les différentes représentations cartographiques du territoire : la carte de Cassini (XVIIIe siècle), la carte d'état-major (1820-1866) et les cartes ou photos aériennes de l'IGN pour la période actuelle (1950 à aujourd'hui).

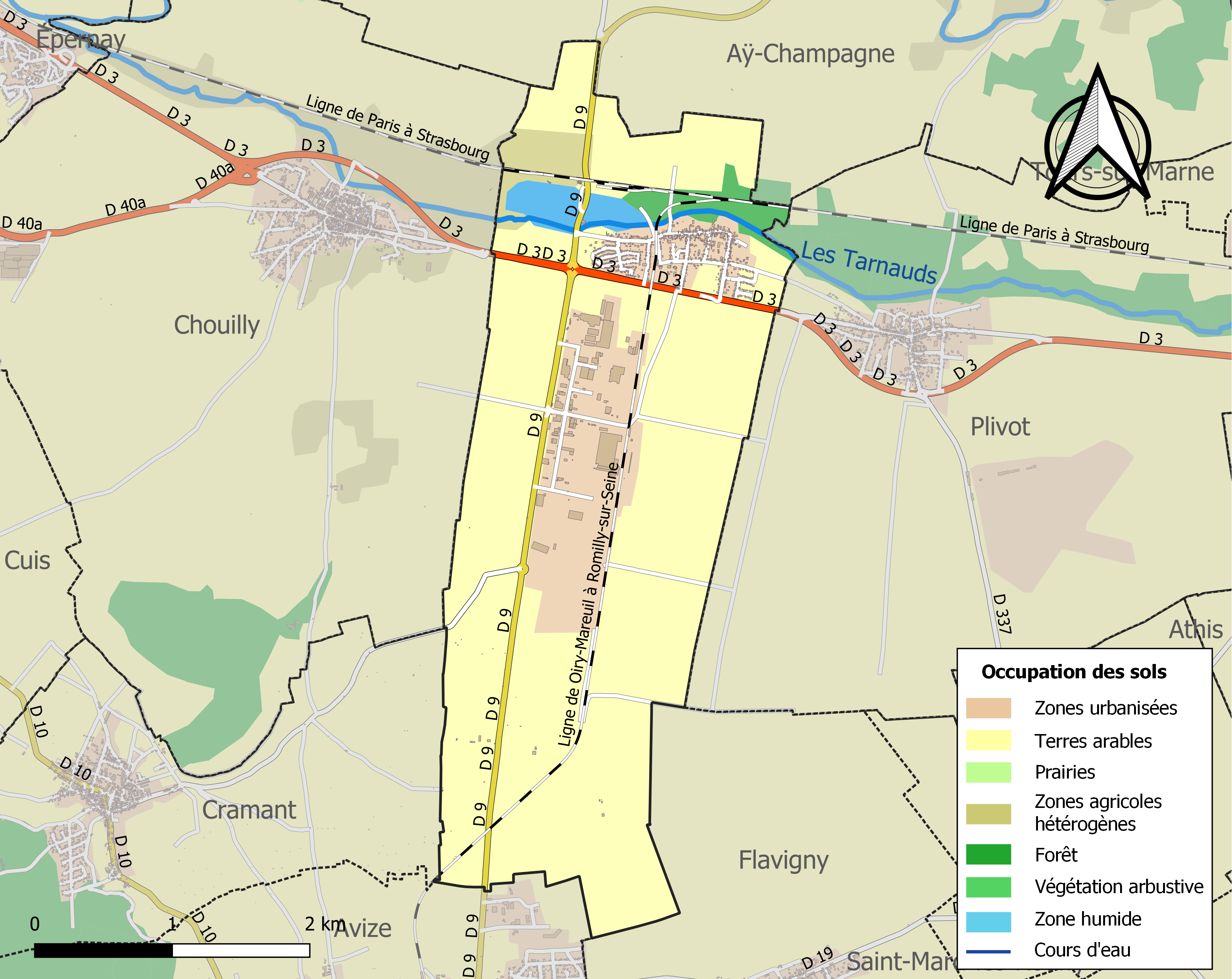
Carte des infrastructures et de l'occupation des sols de la commune en 2018 (CLC).

### Voies de communication et transports
Membre de la communauté d'agglomération Épernay, Coteaux et Plaine de Champagne, Oiry bénéficie du service de transport à la demande (TAD) du réseau Mouvéo. Les lignes E (Z.I. Oiry - Épernay) et G (Athis - Épernay) proposent en 2025 entre deux et quatre allers et retours par jour (du lundi au samedi hors jours fériés),.

## Toponymie
Le nom de la localité est attesté sous les formes Oyri (1173) ; Oiri (1190) ; Ory, Orri (vers 1222) ; Ori, Oriacum (vers 1240) ; Oyri-lou-Grant (vers 1252) ; Oyreium (1303-1312) ; Oyry (1346) ; Le Grant Oiry (1498) ; Oiry ou Vuiry (1787).

## Histoire
Le chemin de fer
En 1849, est inaugurée la ligne de Paris-Est à Strasbourg-Ville, qui est alors limitée à la  gare de Châlons-en-Champagne (elle sera ouverte sur tout son parcours en 1852). Une gare est établie à Oiry, peut-être dès l'ouverture de la ligne comme l'atteste le style du bâtiment voyageurs, typique des gares « Est » des années 1850.
Entre 1870 et 1872, est mise en service la ligne de Oiry - Mareuil à Romilly-sur-Seine, qui a depuis été partiellement déclassée après avoir été fermée aux voyageurs en 1939 et 1940 ; elle n'est plus utilisée que par les marchandises, et dessert d'ailleurs des entreprises implantées à Oiry[réf. nécessaire]. La gare de Oiry n'est plus desservie par les trains de voyageurs de la SNCF, mais le bâtiment de la gare existe toujours.

## Politique et administration

### Rattachements administratifs et électoraux
Rattachements administratifs
La commune se trouve dans l'arrondissement d'Épernay du département de la Marne.
Elle faisait partie depuis 1801 du canton d'Avize. Dans le cadre du redécoupage cantonal de 2014 en France, cette circonscription administrative territoriale a disparu, et le canton n'est plus qu'une circonscription électorale.
Rattachements électoraux
Pour les élections départementales, la commune fait partie depuis 2014 du canton d'Épernay-2
Pour l'élection des députés, elle fait partie de la cinquième circonscription de la Marne.

### Intercommunalité
Oiry était membre de la communauté de communes Épernay Pays de Champagne, un établissement public de coopération intercommunale (EPCI) à fiscalité propre créé en 2001.
Celle-ci fusionne avec sa voisine pour former, le 1er janvier 2017, la communauté d'agglomération Épernay, Coteaux et Plaine de Champagne dont est désormais membre la commune

### Liste des maires
| Période                                  | Période                    | Identité              | Étiquette | Qualité |
| ---------------------------------------- | -------------------------- | --------------------- | --------- | --- |
| Les données manquantes sont à compléter. |                            |                       |           | |
| 2001                                     | mai 2020                   | Daniel Bouillon       | SE        | Gérant d’une entreprise de transports Vice-président de la CC Épernay Pays de Champagne (2014 → 2016) Vice-président de la CA Épernay, Coteaux et Plaine de Champagne (2017 → 2020) |
| mai 2020                                 | En cours (au octobre 2020) | Mme Dominique Charlot |           | |

## Équipements et services publics

### Eau et déchets
L'approvisionnement en eau potable et l'assainissement des eaux usées sont des compétences de la communauté d'agglomération Épernay Agglo Champagne, gérées par le biais de son service « Régie Eau et Assainissement » depuis le 1er janvier 2022. La commune d'Oiry est alimentée en eau potable par les captages de Bisseuil. L'assainissement collectif y est assuré par la Société d'Assainissement de l'Agglomération d'Épernay, qui gère la station d'épuration d'Épernay-Mardeuil dans le cadre d'une délégation de service public confiée à Suez de 2022 à 2030.
La communauté d'agglomération est également compétente en matière de déchets. La collecte des ordures ménagères résiduelles, des déchets recyclables et des biodéchets est réalisée en porte à porte, par mise à disposition de trois bacs distincts. La communauté d'agglomération adhèrant au syndicat de valorisation des ordures ménagères de la Marne (SYVALOM), ces déchets sont amenés au centre de transfert départemental de Pierry puis valorisés sur le site de La Veuve. La collecte du verre et des textiles se fait en apport volontaire. La communauté d'agglomération met par ailleurs trois déchèteries à disposition de ses habitants : à Magenta, Pierry et Voipreux.

### Enseignement
Oiry fait partie de l'académie de Reims.
La commune dispose d'un groupe scolaire, situé allée des Promenades et accueillant 89 élèves (chiffres 2024-2025). Les enfants d'Oiry sont ensuite rattachés au collège Antoine de Saint-Exupéry d'Avize et au lycée Stéphane-Hessel d'Épernay.
En 2023, une microcrèche privée nommée « les petits Oiryors » ouvre dans un bâtiment construit par la commune, pour une capacité de 12 berceaux.

### Postes et télécommunications
La commune dispose d'une agence postale communale, installée rue Jules Ferry. Trois boîtes aux lettres de La Poste se trouvent par ailleurs sur le territoire de la commune : rue Jules Ferry, rue Appart Raulin et allée du Chevalier Cappy.

### Justice, sécurité et secours
Du point de vue judiciaire, Oiry relève du conseil de prud'hommes d'Épernay, du tribunal de commerce de Reims, du tribunal de proximité, du tribunal judiciaire, du tribunal paritaire des baux ruraux et du tribunal pour enfants de Châlons-en-Champagne, dans le ressort de la cour d'appel de Reims. Pour le contentieux administratif, la commune dépend du tribunal administratif de Châlons-en-Champagne et de la cour administrative d'appel de Nancy.
Oiry est située en secteur Gendarmerie nationale et dépend de la brigade d'Avize.
En matière d'incendie et de secours, la caserne la plus proche est celle d'Épernay, rattachée au Service départemental d'incendie et de secours (SDIS) de la Marne.

## Démographie
Les habitants de Oiry sont les Oiryats et les Oiryates.
L'évolution du nombre d'habitants est connue à travers les recensements de la population effectués dans la commune depuis 1793. Pour les communes de moins de 10 000 habitants, une enquête de recensement portant sur toute la population est réalisée tous les cinq ans, les populations de référence des années intermédiaires étant quant à elles estimées par interpolation ou extrapolation. Pour la commune, le premier recensement exhaustif entrant dans le cadre du nouveau dispositif a été réalisé en 2008.

En 2022, la commune comptait 886 habitants, en évolution de +6,11 % par rapport à 2016 (Marne : −1,19 %, France hors Mayotte : +2,11 %).
| 1793 | 1800 | 1806 | 1821 | 1831 | 1836 | 1841 | 1846 | 1851 |
| ---- | ---- | ---- | ---- | ---- | ---- | ---- | ---- | ---- |
| 183  | 230  | 215  | 230  | 262  | 288  | 307  | 331  | 345  |

| 1856 | 1861 | 1866 | 1872 | 1876 | 1881 | 1886 | 1891 | 1896 |
| ---- | ---- | ---- | ---- | ---- | ---- | ---- | ---- | ---- |
| 316  | 313  | 300  | 340  | 378  | 336  | 343  | 340  | 315  |

| 1901 | 1906 | 1911 | 1921 | 1926 | 1931 | 1936 | 1946 | 1954 |
| ---- | ---- | ---- | ---- | ---- | ---- | ---- | ---- | ---- |
| 318  | 322  | 330  | 349  | 366  | 318  | 321  | 335  | 408  |

| 1962 | 1968 | 1975 | 1982 | 1990 | 1999 | 2006 | 2008 | 2013 |
| ---- | ---- | ---- | ---- | ---- | ---- | ---- | ---- | ---- |
| 373  | 371  | 490  | 516  | 982  | 946  | 906  | 896  | 855  |

| 2018 | 2022 | - | - | - | - | - | - | - |
| ---- | ---- | - | - | - | - | - | - | - |
| 832  | 886  | - | - | - | - | - | - | - |

Longtemps située entre 300 et 400 habitants, la population de la commune a fortement augmenté dans les années 1980. Ainsi, entre 1975 et 1990, le nombre de Oiryats a doublé. Depuis cette date, la population a cependant tendance à diminuer.

## Économie
L'économie du village est en partie tournée vers le champagne. Le vignoble, qui occupe 87,8 ha, est presque exclusivement planté de chardonnay ; Oiry appartient en effet à la côte des Blancs. On y trouve une vingtaine de vignerons exploitants.
La zone industrielle d'Oiry se situe au sud du village, en direction d'Avize. Elle s'étend sur 54 ha. On y trouve de nombreuses entreprises, pour une grande partie spécialisées dans les domaines agricole et viticole.
La maison Moët & Chandon a construit une cuverie de 120 m de long sur 50 de large. Ce site augmente d’environ 25 % la capacité de production des sites historiques, avec un investissement de plus de 10 millions d’euros pour la seule cuverie de 100 000 hl,.
Saint-Gobain a créé une verrerie à Oiry en 1975, spécialisée dans la production de la bouteille de champagne dite "champenoise". Cette usine de Verallia, filiale de Saint-Gobain a été vendue en 2015 au fonds américain Apollo Global Management.

## Culture et patrimoine

### Lieux et monuments
- L'église Saint-Hilaire[51] est de style roman. Son clocher-porche remonte au XIIe siècle, tandis que le reste de l'édifice a été remanié au XIXe siècle[52]. Elle abrite une poutre de gloire et clôture liturgique en fer forgé du XVIIIe siècle. Ces deux objets sont classés monument historique depuis le 6 février 1979[53],[54].
- Le menhir de Haute-Borne est situé au finage des communes d'Avize, Cramant et Oiry. Datant du néolithique, il est classé monument historique en 1889[55].
- Le centre de vinification de Mont-Aigu, commandité par l'entreprise Moët & Chandon et conçu par l'architecte français Giovanni Pace en 2011. Cet ensemble architectural est labellisé « Architecture contemporaine remarquable »[56] en 2023.

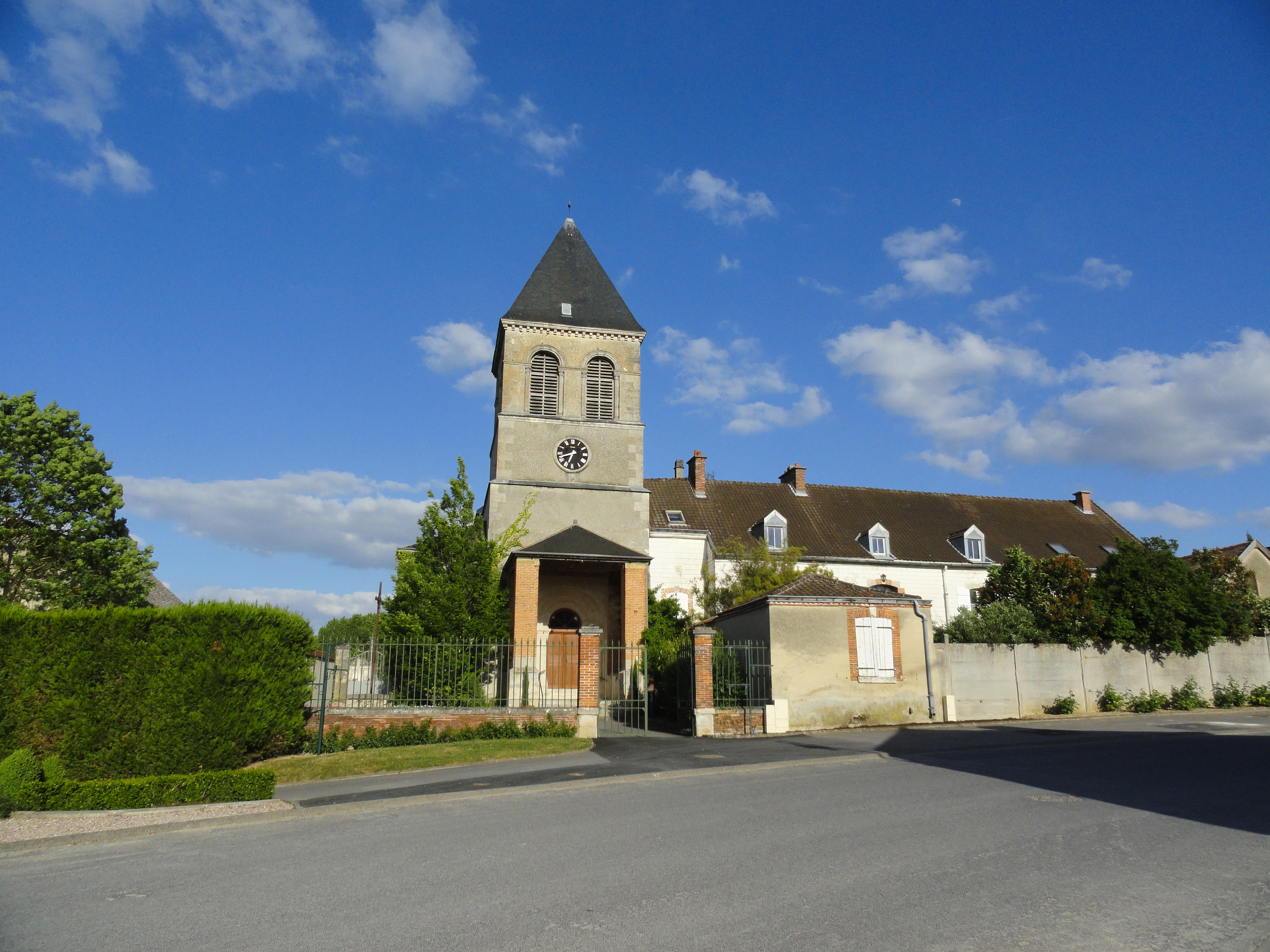
L'église Saint-Hilaire.
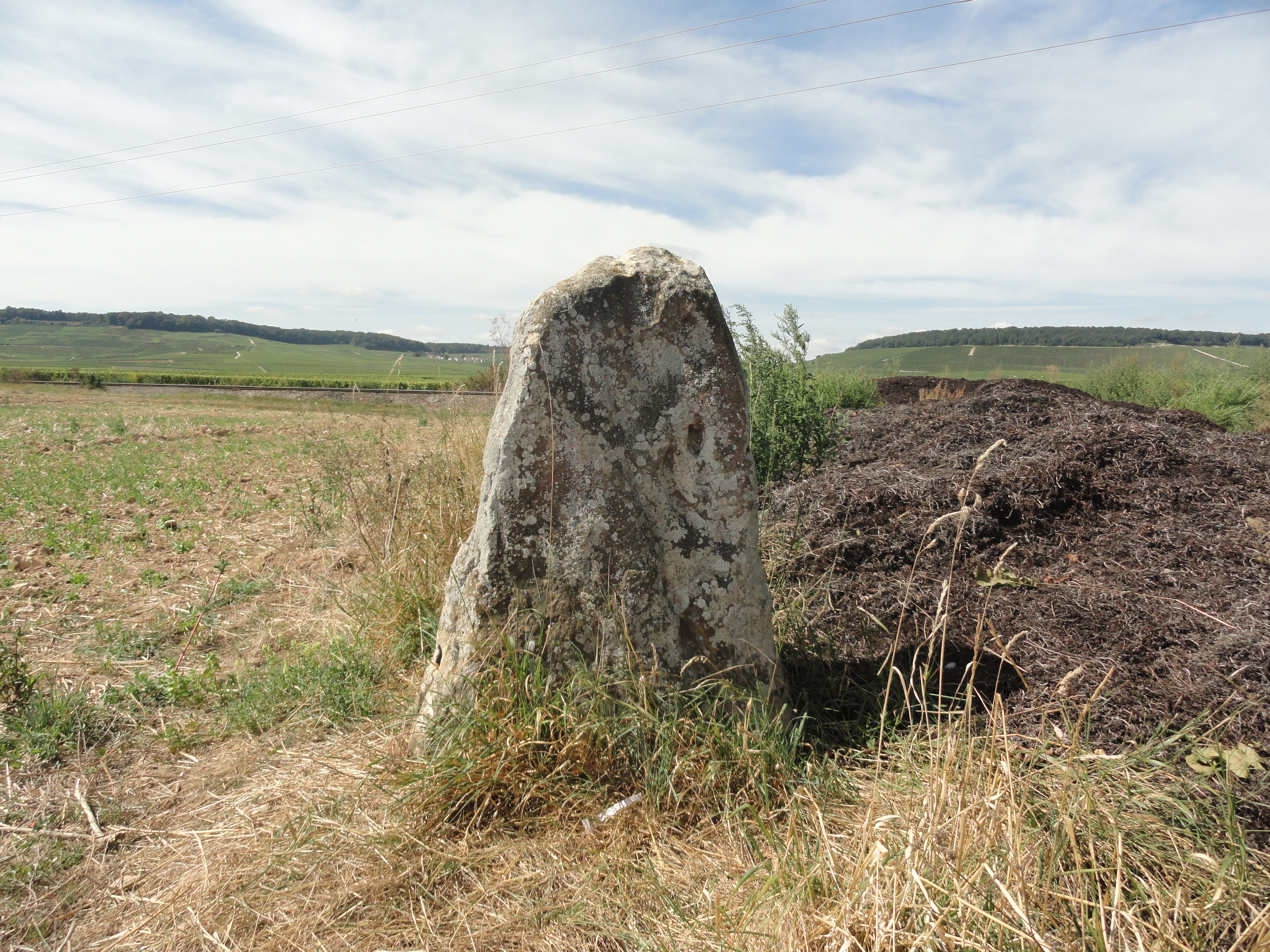
Le menhir de Haute-Borne.

### Héraldique
| Blason de Oiry | Blason  | D'azur à la bande d'argent côtoyée de deux doubles cotices potencées et contre-potencées d'or, accompagnée, en chef, d'un pont isolé d'une arche du même maçonné de sable et, en pointe, d'une merlette aussi d'or. |
| Blason de Oiry | Détails | Le statut officiel du blason reste à déterminer. |